# Dompierre (Orne)
Dompierre é uma comuna francesa na região administrativa da Normandia, no departamento Orne. Estende-se por uma área de 8,5 km². Em 2010 a comuna tinha 407 habitantes (densidade: 47,9 hab./km²).